# Stichopogon minor
Stichopogon minor là một loài ruồi trong họ Asilidae. Stichopogon minor được Hardy miêu tả năm 1934. Loài này phân bố ở miền Australasia.